# Édson Ribeiro
Édson Luciano Ribeiro (né le 8 décembre 1972 à Bandeirantes (Paraná)) est un athlète brésilien, spécialiste du sprint.
Il remporte deux médailles olympiques avec les relais.
Lors des Jeux olympiques d'Atlanta en 1996, il remporte la médaille de bronze du relais 4 × 100 mètres avec ses coéquipiers Arnaldo da Silva, Robson da Silva et André Domingos ; il glane ensuite la médaille d'argent du relais 4 × 100 mètres aux Jeux olympiques d'été de 2000.
Son meilleur temps sur le 100 mètres, obtenu en 1998, est de 10 s 14.